# Michel Hatzigeorgiou
Michel Hatzigeorgiou (Charleroi, 11 december 1961) is een Belgische bassist.
Hatzigeorgiou werd geboren in België als zoon van Griekse ouders. Op negen jaar begon hij de bouzouki te bespelen, op zijn elfde begon hij met elektrische gitaar en op zijn veertiende schakelde hij ten slotte over naar basgitaar.
De eerste band waar hij in speelde heette "The Blackbirds". Dit was in de periode waarin hij studeerde aan het Technisch Instituut van Charleroi. In 1982 woonde hij een jazz seminar bij in Luik, waar hij de groten van de Belgische jazz in persoon leert kennen. In die periode speelde hij samen met Jaco Pastorius (die grote invloed op hem had), Mike Stern en Belgian jazzmuzikanten zoals Toots Thielemans, Guy Cabay, Steve Houben, Ivan Paduart, Philip Catherine en Pierre Van Dormael.
Hij raakte betrokken in het De Kaai project en in de Nasa Na Band, de voorloper van Aka Moon. Deze laatste band vormde hij samen met Fabrizio Cassol en Stéphane Galland. Hatzigeorgiou geeft les aan het Brussels conservatorium sinds 1998.
Met de band Variations on A Love Supreme bracht hij een album onder dezelfde naam uit. Hij speelde ook in de Erwin Vann Group en het Toots Thielemans Quartet.

## Discografie

### Met Aka Moon
- Aka Moon (1992)
- Nzomba (1992)
- Rebirth (1994)
- Akasha vol. 1 (1995)
- Akasha vol. 2 (1995)
- Ganesh (1997)
- Elohim (1997)
- Live At Vooruit (1997)
- Live At The Kaai (1999)
- Invisible Mother (1999)
- Invisible Sun (2000)
- In Real Time (2001)
- Invisible Moon (2001)
- Guitars (2002)
- Amazir (2006)